# Glyphogaster tachinae
Glyphogaster tachinae är en stekelart som först beskrevs av William Harris Ashmead 1898.  Glyphogaster tachinae ingår i släktet Glyphogaster och familjen bracksteklar. Inga underarter finns listade i Catalogue of Life.